# 埃爾卡門鎮
埃爾卡門鎮（西班牙語：Villa El Carmen），是尼加拉瓜的城鎮，位於該國西部，由馬那瓜省負責管轄，始建於1907年9月15日，面積562.01平方公里，2000年人口32,818，人口密度每平方公里358.49人。
11°59′N 86°31′W / 11.983°N 86.517°W